# ديوان المظالم العباسي
ديوان المَظالِم أو دِيوان الحَوائِج أو ديوان التَّوقيع والدَّار العبَّاسي، هي مؤسسة أشبه بالوزارة حسب المفهوم الحديث، نشأت في خِلافة أبُو جَعْفَر المَنْصُور (الذي حكم من 754 حتى 775)، كان الغرض الرئيسي لديوان المظالم هو التَّعامُل مع الشَّكاوي والمظالم الذي قد لا يتمكَّن من أدائه القضاء العبَّاسي.
كان ديوان المظالم يُبت فيه القضايا الخلافيَّة التي لم يكُن للقُضاة فعل شيءٍ تِجاهها، فكان لا بُد من هيئة وسُلطة كبيرة نافذة لإصدار أحكام قاطِعة لا يجوز الطَّعن فيها، وتُنفَّذ في الحال.

## صاحب الحوائج
كان الخليفة العبَّاسي يُوكل شخصٍ ما مُهمة عرض قصص المُتظلَّمين عليه، يُطلق عليه اسم «صاحب الحوائج».

## مجلس المظالم
كان الخليفة يجلس بنفسه للمظالم والحوائج، فيتقدم صاحب الحوائج بتنظيم دخول النَّاس عليه، لينظر في مظالمهم، ويأمر في قضاء حوائجهم، وكانت بعض أحكامها تصدر مكتوبةً على شكل توقيعات خاصَّة بالخليفة تشبه النُّصوص الأدبيَّة، ليسهل فهمها للعامَّة.

## تاريخ المظالم
كان الخليفة يُنيب عنهُ أحيانًا من ينظر في مظالم وحوائج النَّاس في المناطق البعيدة عن عاصِمة الخِلافة، وقد تولَّى بعض الوزراء هذا الأمر، مثل جَعْفَر البَرمَكيّ في زمن الخليفة هارُون الرَّشيد، وعلي بن عيسى بن الجراح وزير الخليفة المُعْتَضِد بِالله، ومِمَّا يُعرف أن الخليفة العبَّاسي السَّابع عَبدُ الله المأمُون قد أناب مظالم ولايات الجزيرة، وقنسرين، والعواصم والثُّغور، إلى محمد بن حسان الضبي سنة 215 هـ / 830 م، ثم أضاف لهُ مظالم الموصل، وأرمينيَّة، كما كان هو يُنيب عنهُ من يتولَّى هذه المُهِمَّة، وفي فترات نادِرة، كان بإمكان النّساء أن يُشاركن في ذلك، فقد عرف عن السَّيدة شَغَب أُم الخليفة جعفر المقتدر بالله أنَّها أول إمرأة جلست للمظالم، ثُم وكَّلت ديوان المظالم أو الحوائج إلى ثَمَل القَهْرَمانة سنة 306 هـ / 918 م.
وكان لمجلس الحوائج في بعض الأحيان النَّادرة فترة ظلاميَّة، فكان يرُوى أن الخليفة مُوسى الهَاديّ كان يستغلّ جُلوسه في رفع المظالم لمُضايقة من يكرهَهم، فقد دسّ رجلاً يدّعي على عمارة بن حمزة مُتولّي الخراج في البصرة، وهذا لا يمنع وجود فترة انتعاش وازدهار في قضاء حوائج النَّاس، فقد كان عهد الخليفة أبو عبد الله مُحَمَّد المهديّ قد ردَّ ضيعة إلى صاحبها بعد أن غصبهُ وكيل المَنْصُور على منحها له، وقد نزل المهديّ على حُكم القاضي عبد الله بن علاثة في بطلان ما قام به وكيل الخليفة آنذاك.

### أركان المجلس
لم يكن مجلس الحوائج يُعقد إلا بعد أن تجتمع فيه أصناف خمسة من المُجتمع العبَّاسي، وهو ما يمكن تسميته بتشكيل هيئة ديوان المظالم، فكان الصنف الأول هم الحماة والأعوان، وهم الذين يجلبون القوي، ويُؤدّبون الجريء الذي يحاول العبث بالحق واللجوء إلى القوة، أو الفرار من وجه القضاء.
والصنف الثاني، هم القُضاة والحكام، ومهمتهم أن يكونوا مُلمين بالأحكام الكافية لردّ الحقوق إلى أصحابها، من حيث إلمامه بالأصول والأعراف القضائيَّة.
أما الصنف الثالث، فهم الفقهاء، ويعود إليهم المسائل الإشكالية، ويسألهم عما اُشتبه لديه من أمور تختص بعمله.
والصنف الرابع، هم الكُتَّاب، وذلك ليثبتوا ما جرى بين الخصوم، ويدوّنوا ما توجَّه لهم أو عليهم من الحقوق وما جرى لهم في المظلمة آنذاك.
والصنف الخامس، هم الشُّهود ليشهدهم ناظر المظالم على ما أوجبه من حق، وما أمضاه من حكم. ومن مهمتهم إثبات ما يعرفونه عن الخصوم، والشهادة على أنَّ ما أصدره القاضي من الأحكام لا يتنافى مع مبادئ الحق والعدل.
وكان من حق صاحب المظالم، أو والي المظالم، النظر في غلاء الأسعار إذا زادت عن الحد، بحيث تدخل في نطاق الاستغلال البشع، أو الربح الباهظ أو الجشع التجاري، بما يضرّ بالرعية، كما يُنظر أيضًا في ظاهرة إيداع السجون من وجهٍ باطل أو دُون حق (ما يعرف حاليًا بالاعتقال أو الحبس التحفظي لدواعي الأمن)، وكذلك مصادرة أملاك بعض الناس زعمًا منهم بأن تلك المصادرات جاءت بغير حق.